# غريغوري كاميرون
غريغوري كاميرون (بالإنجليزية: Gregory Cameron)‏ هو قسيس بريطاني، ولد في 6 يونيو 1959 في ويلز في المملكة المتحدة.